# Ancyrona kosnovskorum
Ancyrona kosnovskorum es una especie de coleóptero de la familia Trogossitidae.

## Distribución geográfica
Habita en Madagascar.